# おとなの工作読本

おとなの工作読本（おとなのこうさくどくほん）は、誠文堂新光社より発刊されるムック。2002年10月に創刊。判型はA4変形版。雑誌コードは雑誌63995-21。
主にかつての工作少年を対象とした物で、当時、高嶺の花だった、ラジオや鉄道模型等、かつての工作少年の心をくすぐる紙面構成となっており、当時の「模型とラジオ」や「子供の科学」、「初歩のラジオ」の製作記事を解説と共に掲載している。
なお、古い製作記事で使われている部品には、現在では稀少となったものや一般には代替品が使われているものもあり、部品の入手性を考慮したアレンジが示されているものもある。また、最近の刊行では、ラジコンや2足歩行ロボットを紹介する等、以前とはやや異なる方向に編集されつつある。
また、近年、類似の出版が相次ぐ中、他社と違い自社の過去の出版物の記事を積極的に再録できる所に強みを発揮していたが、2006年10月1日発行の第5巻第2号（通巻11号）を最後に続巻は出ていない。
- No.1 ラジオ少年の時代
- No.2 今ふたたび魅惑の鉄道模型
- No.3 夢の模型飛行機
- No.4 電子工作＆船舶模型
- No.5 自作楽器＆竹ひご工作
- No.6 トランジスターラジオ誕生50周年＆レトロゲーム
- No.7 スピーカー＆アマチュア無線再入門
- No.8 愛しの鉄道模型＆LP用蓄音機
- No.9 R/Cモデルの楽しみ方
- No.10 キットで始めるオトナの工作
- No.11 ゲルマ＆真空管ラジオ